# Padesa
Padesa is een bestuurslaag in het regentschap Sumbawa van de provincie West-Nusa Tenggara, Indonesië. Padesa telt 264 inwoners (volkstelling 2010).